# Martin Fontaine
Martin Fontaine est un multi-intrumentiste, chanteur, metteur en scène, directeur artistique et homme d'affaires canadien (québécois) né en 1964 au Canada. Il est surtout connu pour avoir incarné le rôle d'Elvis Presley dans « plus de 1500 » spectacles, que ce soit au Canada, aux États-Unis ou au Japon.

## Biographie
Martin Fontaine naît en 1964. Dès son jeune âge, il joue de plusieurs instruments de musique.
En 1995, il obtient le rôle d'Elvis Presley dans la production Elvis Story . Ce spectacle est présenté pendant huit ans. En 2013, Fontaine incarne à nouveau Elvis Presley, mais dans Elvis Experience, « reconstitution historique du spectacle qu’avait présenté Elvis 837 fois à Las Vegas entre 1969 et 1976 ». Pour ce spectacle, Fontaine est à la fois chanteur, « directeur artistique et metteur en scène ».
Fontaine a été touché de savoir que Priscilla Presley a vu son spectacle, le trouvant bien, allant jusqu'à soutenir sa venue à Las Vegas pour y présenter quelques spectacles en l'honneur d'Elvis Presley.
En 2018, il ouvre le Memphis Cabaret à Trois-Rivières. Toutefois, la pandémie de Covid-19 au Canada l'oblige à réduire le nombre de spectateurs en salle et à décider s'il maintient le cabaret en activité.
Le spectacle Elvis Experience est présenté jusqu'en 2022. En 2020, le spectacle est mis sur pause pendant un an et demi pour des raisons sanitaires liées à la pandémie de Covid-19 au Canada. Cette même année, Fontaine monte un spectacle hommage au musicien Ray Charles, qu'il présente au Memphis Cabaret.
En 2022, il annonce vouloir cesser d'incarner le rôle d'Elvis Presley sur une base régulière, expliquant éprouver de plus en plus de difficulté à bien se reposer entre deux représentations. Il affirme ne plus pouvoir donner 150 spectacles par année et indique que chaque représentation exige deux heures de préparation.
En 2022, environ 1,5 million de spectateurs auraient vu l'un ou l'autre de ces spectacles, que ce soit au Canada, aux États-Unis ou au Japon. Comme Elvis Presley, Fontaine s'adresse aux spectateurs en anglais dans tous ses spectacles. Toujours en 2022, il a incarné le chanteur pendant « 27 ans ».
En 2022, il maintient le Memphis Cabaret. Martin Fontaine indique que lui et sa conjointe Marie-Claude font équipe « dans tout ce qu’il entreprend ». Ils vivent en couple depuis 40 ans et ont deux filles. Leur fille Gabrielle Fontaine incarne, en 2022, Passe-Carreau dans la série télévisée Passe-Partout.